# منشأة أبحاث الأسطوانات المعدنية
منشأة أبحاث الأسطوانات المعدنية (MCRF)، (بالإنجليزية: Mineral Core Research Facility)‏، تديرها هيئة المساحة الجيولوجية بألبرتا ( Alberta Geological Survey (AGS. وتساعد وزارة الطاقة بحكومة ألبرتا في إدارة لوائح استخراج المعادن الفلزية والمعادن الصناعية الخاصة بالمناجم وقانون المعادن الخاص بـمقاطعة ألبرتا. و بموجب هذه اللوائح، يتم جمع العينات الأسطوانية المعدنية و عينات الصخور بواسطة الشركات التي تعمل بالتصاريح المعدنية وتجعل هذه المواد متاحة للجمهور لاستخدامها من قبل المنقبين وشركات التنقيب عن المعادن والأوساط الأكاديمية للتنقيب عن المعادن وأغراض البحث.
وتعد منشأة أبحاث العينات الأسطوانية المعدنية مجمعًا كبيرًا لتخزين عينات المعادن الأسطوانية ومزودًا بمنطقتي كشف/عرض ومكتب للزوار. وتقدر مساحة المنشأة بـ 1235 مترًا مربعًا بالإضافة إلى 310 مترات مربعة في الدهاليز، وتقع المنشأة في حديقة إدمونتون الصناعية الكبرى بألبرتا. وتحتوي منشأة أبحاث العينات الأسطوانية المعدنية على أكثر من 58572 مترًا من العينات المعدنية الأسطوانية و 17000 من عينات الصخور، وهي مستخرجة في المقام الأول من الدرع الكندي في شمال شرق ألبرتا.

## التاريخ
بدأت إدارة الطاقة والموارد الطبيعية بألبرتا العمل في مجموعة عينات حفر مخروطية للماس وبرنامج التخزين في عام 1979. ويعد تسليم عينات الحفر خلال التنقيب عن المعادن الفلزية أو الصناعية أمرًا توجبه لوائح المعادن الفلزية والصناعية، وذلك كجزء من عملية الموافقة على التنقيب.
وقد تم التعاقد مع هيئة المساحة الجيولوجية بألبرتا لإعداد منشأة لتخزين العينات الأسطوانية وإدارتها ولتحديد العينات المعدنية الأسطوانية والعينات نيابةً عن وزارة الطاقة بألبرتا. كانت المنشأة الأصلية تسمى مخزن الأسطوانات المعدنية وعينات التنقيب. وفي بداية الثمانينيات، تمت إضافة عنصر بحث إلى العمل وتم تغيير اسم المنشأة إلى منشأة أبحاث الأسطوانات المعدنية (MCRF).
وفي عام 1995، توقف النشاط بوصفه عملاً متعاقدًا عليه وأصبح نشاطًا متكاملاً لفرع الاتفاقيات المعدنية وهيئة المساحة الجيولوجية بألبرتا (AGS).

## الأنشطة
يجمع علماء الجيولوجيا التابعون لهيئة المساحة بألبرتا وشركات التنقيب الأسطوانة وعينات الصخور وتُرسل لمنشأة أبحاث الأسطوانات المعدنية. ويتم تصنيف الأسطوانات، وتخزينها، وإتاحتها للتسجيل أو أخذ العينات من قبل العامة، والمجتمعات الصناعية أو العلمية.

## تقارير التقييم المعدني
تقارير التقييم المعدني هي سجل العمل الجيولوجي، الجيوكيميائي، الجيوفيزيائي وغيره من أعمال التنقيب التي تتم بغرض تعديني (تصاريح تنقيب). إن تقارير التقييم هذه مفيدة لأصحاب الملكية اللاحقة لأنها توفر معلومات يمكن استخدامها لتعزيز آفاق العمل، بدلاً من تكرار العمل الذي قام به بالفعل صاحب حقوق التعدين السابق. وطبقًا للوائح، تبقى تقارير التقييم سرية لعام واحد من بعد التسليم. ولدى هيئة المساحة الجيولوجية بألبرتا 675 تقرير تقييم مسجلاً بأرشيفها ، يرجع تاريخها من عام 1949 إلى عام 2002. وجميع هذه التقارير غير سرية ومتاحة للعرض.

## وصلات خارجية
- Alberta Geological Survey Website